# Rue de Patay
Pour les articles homonymes, voir Patay (homonymie).
La rue de Patay est une voie du 13e arrondissement de Paris.

## Situation et accès
Elle commence boulevard Masséna, au niveau de la porte de Vitry, et se termine rue de Domrémy, un peu avant la place Jeanne-d'Arc. Elle est bordée d'habitations aux styles architecturaux hétéroclites.

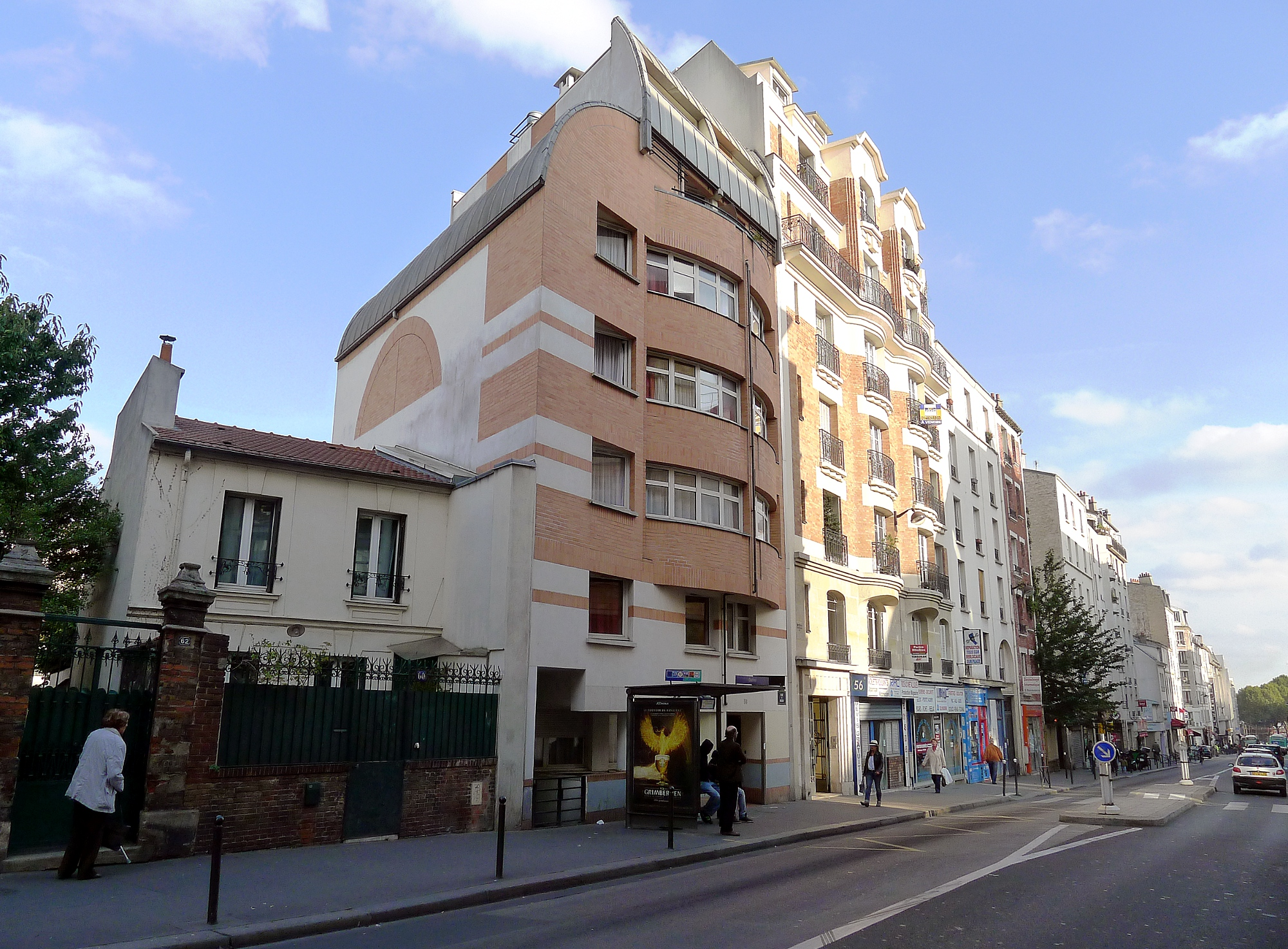
La rue de Patay vue en direction du boulevard Masséna.
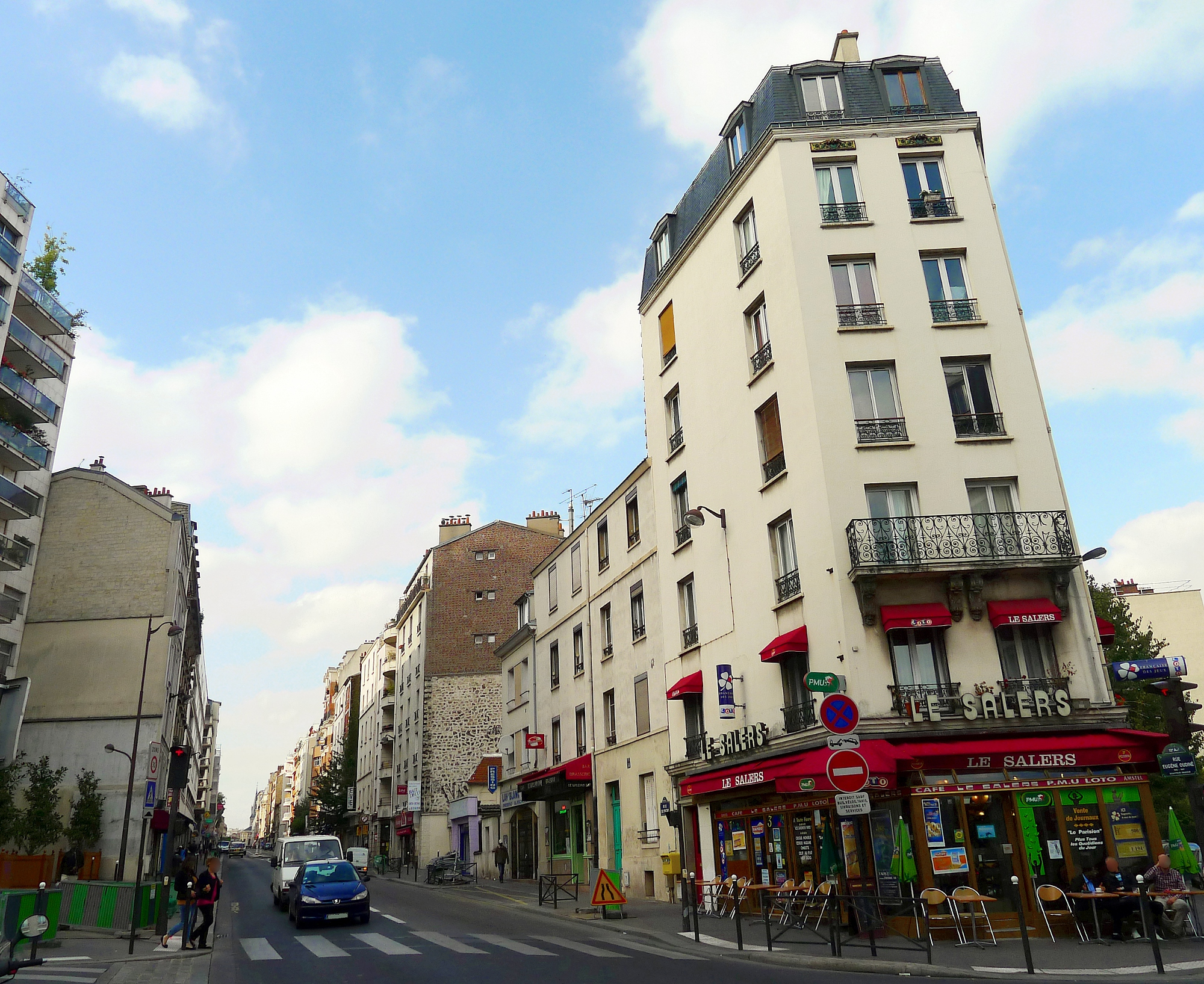
La rue de Patay vue en direction de la rue de Tolbiac.

## Origine du nom
Du temps où elle était sur le territoire d'Ivry-sur-Seine, la voie s'appelait « boulevard de Vitry ».  Il fait référence à la victoire de Jeanne d'Arc sur les Anglais à la bataille de Patay ; la rue est proche de la place Jeanne-d'Arc et plusieurs voies du quartier ont un nom en rapport avec la pucelle d'Orléans.

## Historique
La voie a été ouverte sur la partie de la commune d'Ivry par arrêté du 21 novembre 1855 sous le nom de « boulevard de Vitry ».
Rattachée à Paris en 1860, classée dans la voirie parisienne par décret du 23 mai 1863 et prend sa dénomination actuelle par décret du 2 octobre 1865.

## Bâtiments remarquables
- No 28 : lycée professionnel Galilée, construit en 1985 sur les plans de l'architecte Jacques Kalisz[3].
- Nos 121-123 : lycée polyvalent Jean-Lurçat.
- No 131 : le street-artiste C215 y réalise en mars 2022 une intervention en soutien aux populations ukrainiennes victimes de l'invasion russe[4].

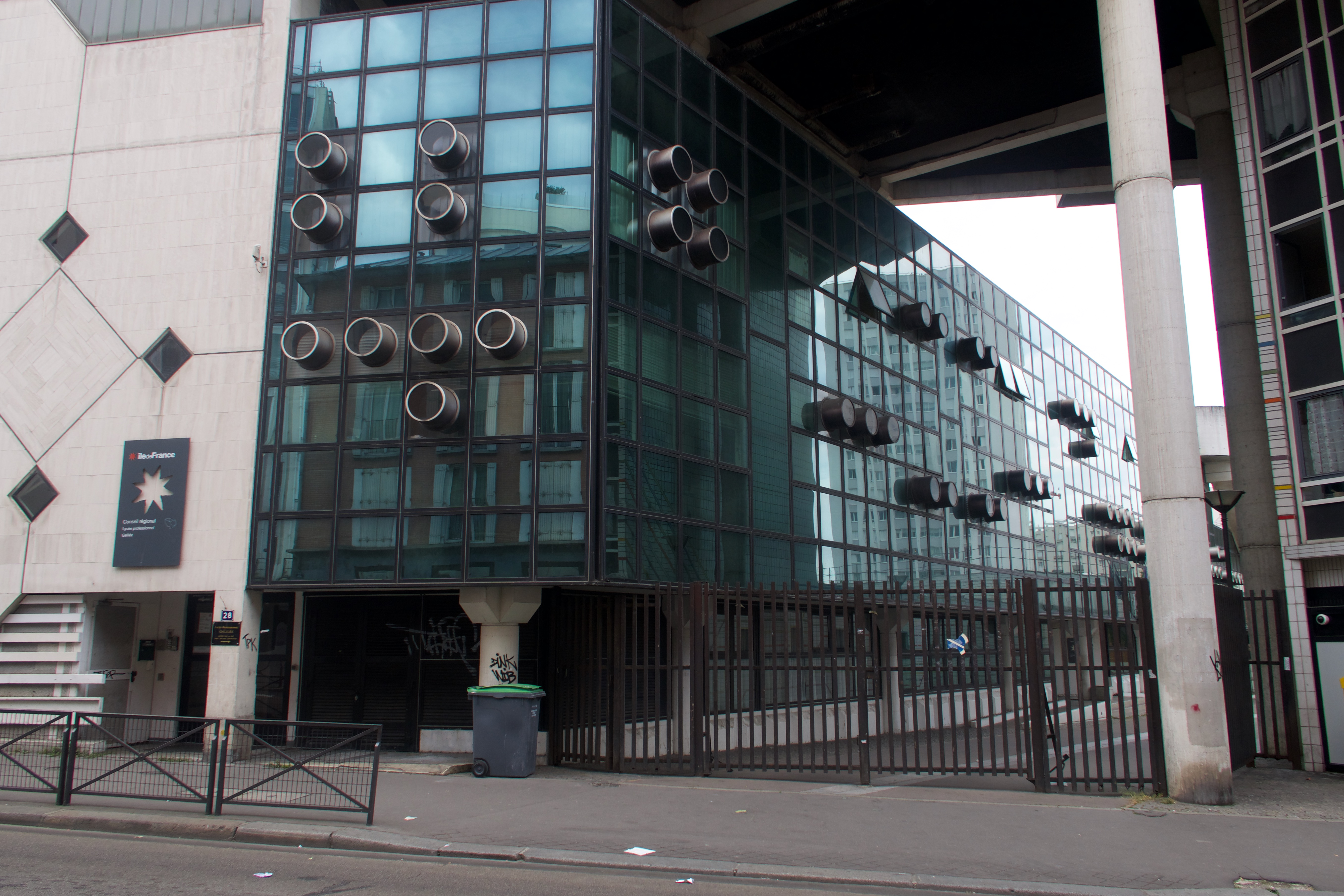
Lycée professionnel Galilée au no 28.
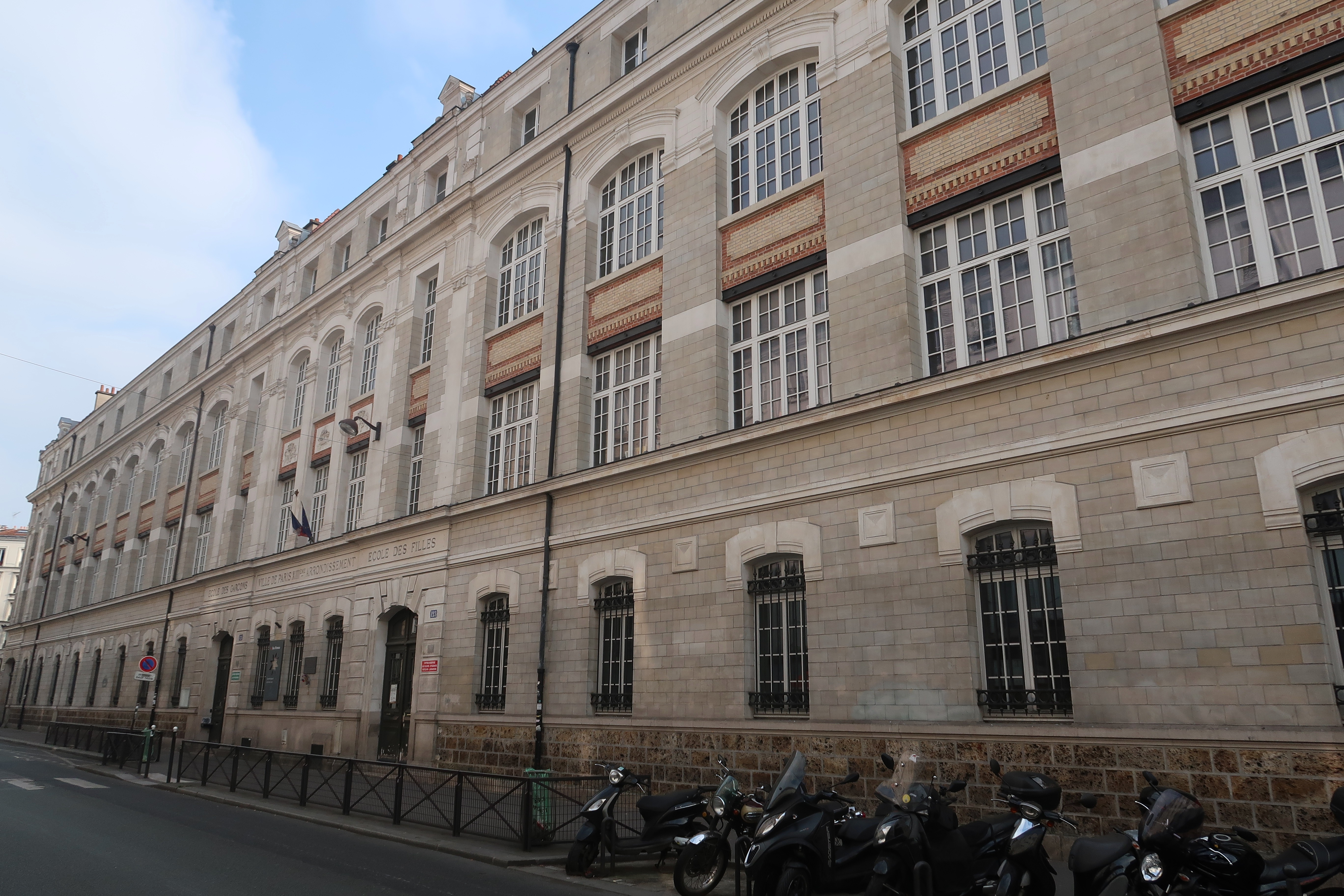
Lycée polyvalent aux nos 121-123.